# Montastraea
Montastraea là một chi san hô cứng trong họ Faviidae.

## Loài
Các loài sau được công nhận:
- Montastraea annularis (Ellis & Solander)
- Montastraea annuligera (Milne Edwards & Haime, 1849)
- Montastraea aperta (Verrill)
- Montastraea cavernosa Linnaeus, 1767
- Montastraea curta (Dana, 1846)
- Montastraea faveolata (Ellis & Solander, 1786)
- Montastraea franksi (Gregory, 1895)
- Montastraea magnistellata Chevalier, 1971
- Montastraea multipunctata Hodgson, 1985
- Montastraea valenciennesi (Milne Edwards & Haime, 1848)